# Rudolf Steiner
Rudolf Steiner (Murakirály, 1861. február 27. – Dornach, 1925. március 30.), osztrák polihisztor, filozófus, a Waldorf-pedagógia atyja, író, dramaturg, tanár, társadalomreformer, a spirituális mozgalom, az antropozófia megalkotója. Okkultista, ezoterikus, aki tisztánlátónak vallotta magát. Ezek mellett nagyszámú festmény, szobor, építészeti terv és vázlat is fennmaradt tőle.
Nézeteire nagy hatással volt a rózsakeresztesség, a gnoszticizmus, a német idealizmus filozófiája és Goethe világnézete is.
Munkássága Bécsben kezdődött Goethe természettudományos írásainak kiadásával, folyóiratok és enciklopédiák szerkesztői munkájával, valamint szerzői munkájával. Miután Goethe műveinek és az ismeretelméletről szóló filozófiai értekezéseknek a weimari kiadásán dolgozott, 1900 után Berlinben kidolgozta az antropozófia alapjait. A Teozófiai Társulatban, amelynek német szekcióját 1902 óta vezette, már a kezdetektől fogva a saját nyugati stílusú ezotériáját képviselte, a keresztény elemeit hangsúlyozva. 1907-től egyre inkább függetlenedett a Teozófiai Társulattól, amelynek egyoldalú keleti irányultságát nem akarta követni.
Antropozófiai világnézete alapján új koncepciókat dolgozott ki különböző területekre. Ide tartozik az antropozófiai építészet, a Waldorf-pedagógia, az antropozófiai orvoslás, az antropozófiai gyógyszerészet, a biodinamikus mezőgazdaság, az euritmia és a keresztény közösség (Die Christengemeinschaft), amely az antropozófiához közel álló, de attól független vallási közösségnek tekinti magát.

## Élete

### Gyermekkora

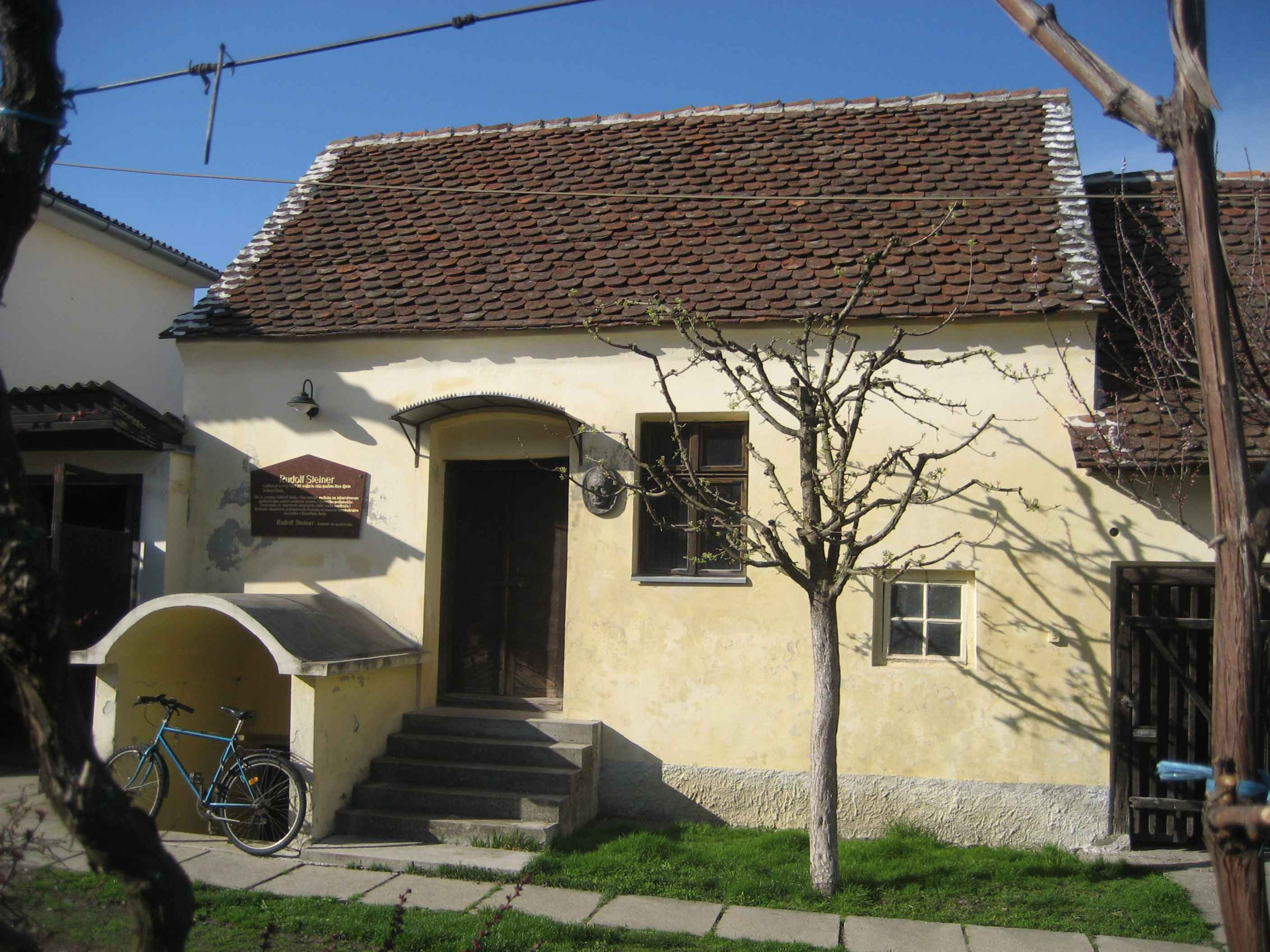
Szülőháza Murakirályon (Donji Kraljevec)

Rudolf Josef Lorenz Steiner 1861. február 27-én született Johann Steiner, az osztrák délivasút tisztviselője, és Franziska Blie elsőszülött gyermekeként Murakirályban (akkori nevén Kraljevec). A település a Muraközben található, amely akkor a Magyar Királyság része volt. A közeli Ligetvár Szent Mihály-templomában keresztelték meg.
Két testvére született: húga, Leopoldine és öccse, Gustav. Életének első két évében a család kétszer költözött, először a Bécs melletti Mödlingbe, majd édesapja állomásfőnöki előléptetése révén a kelet-ausztriai Alpok lábánál fekvő Pottschachba (ma Ternitz része).
Iskolába Lajtaszentmiklósra és Bécsújhelyre járt; a napi több kilométeres gyalogutakat télen nagy hóban kellett megtennie, ami saját bevallása szerint kiváló alkalom volt egészsége megedzésére. Kitüntetéssel érettségizett.

### Bécsi tanulóévek
1879–1882 között a bécsi Műszaki Főiskolán fő tantárgyai: matematika, fizika, növénytan, állattan és kémia, emellett irodalmat, történelmet és filozófiát is tanult. Egy „nevezetes névtelennel” való találkozásáról így ír önéletrajzában:

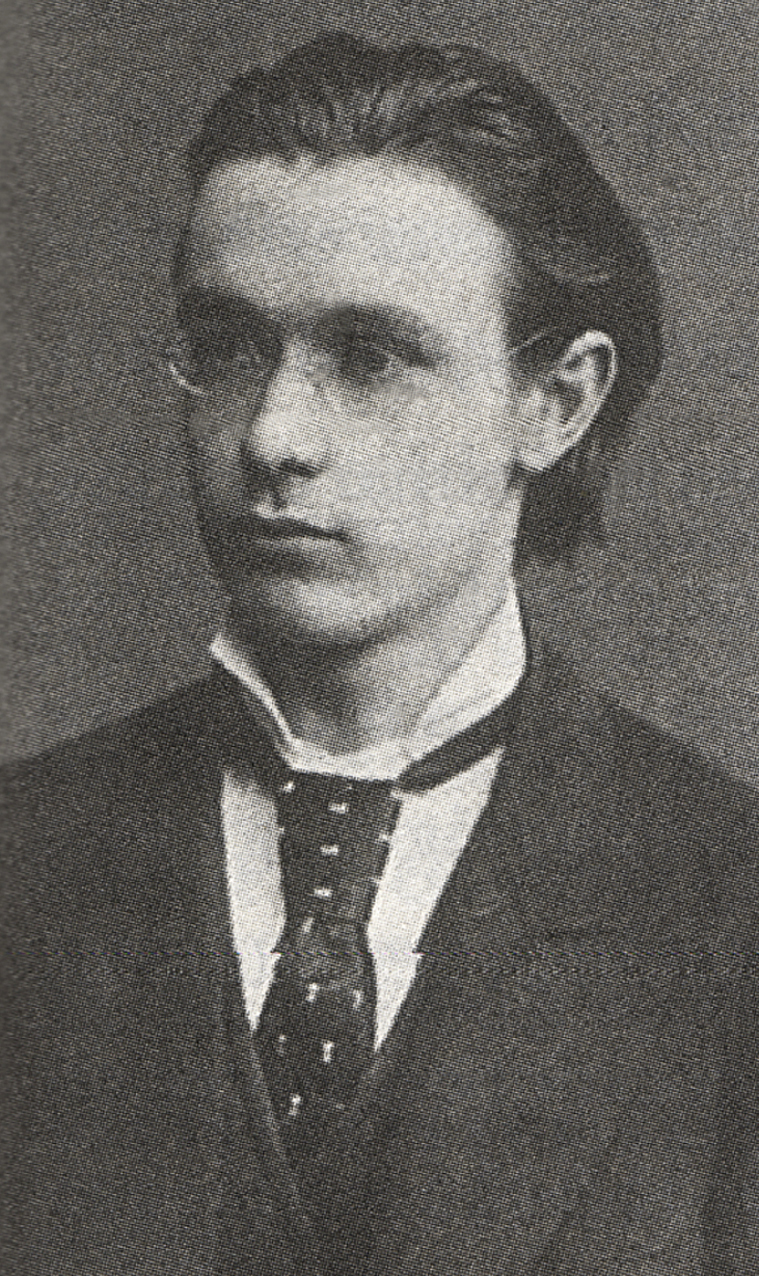
21 évesen, (1882 körül) Bécsben

„Ekkor történt, hogy egy, a népből származó egyszerű emberrel ismerkedtem meg. Minden héten ugyanazzal a vonattal utazott Bécsbe, amellyel én. Gyógynövényeket gyűjtött vidéken, és ezeket adta el Bécsben, patikáknak. Barátságot kötöttünk. Úgy lehetett beszélni vele a szellemi világról, mint akinek magának is vannak szellemi élményei. Mélyen ájtatos ember volt. Iskolai műveltsége nem volt. Bár sok misztikus könyvet olvasott, de amit mondott, annak nem sok köze volt olvasmányaihoz. Ez lelki életéből fakadt, amely valami egészen elementárisan mély, teremtő bölcsességet tartalmazott. Csakhamar rájöttem, hogy a könyveket is csak azért olvasta, mert másoknál is meg akarta találni azt, amit saját magától tudott. Ez az ember úgy beszélt, mintha csak szócsöve lenne egy szellemi tartalomnak, amely a rejtett világokból rajta keresztül akar megnyilatkozni. Ha az ember együtt volt vele, mélyen betekinthetett a természet titkaiba. A hátán cipelte gyógynövényes batyuját, a szívében meg azokat az eredményeket, amelyeket a gyógynövények gyűjtése közben a természet szellemiségből merített. Nem egyszer észrevettem, hogy megmosolyogták, ha néha harmadikként mellénk szegődött valaki, amikor ezzel a »beavatottal« a bécsi Alleegassén mentünk. És ez nem is volt csoda, mert nem fejezte ki magát mindenki által érthető nyelven. Először meg kellett ismerni szellemi dialektusát. Eleinte én sem értettem, de ismeretségünk kezdetétől mély szimpátiát éreztem iránta. És lassanként úgy éreztem, mintha egy nagyon régi időből való lélekkel volnék együtt, akit nem érintett meg a mai kor civilizációja, tudománya és szemlélete, és aki az ősi idők ösztönös tudását hozta felém.
Ha a tanulást megszokottan értelmezzük, azt kell mondanunk: tanulni nem lehetett ettől az embertől semmit. De ha az ember maga is be tudott látni a szellemi világokba, akkor általa, aki erősen benne állt a szellemi világban, mélyebben láthatott bele.
Amellett ez az ember a legtávolabbról sem volt egy világtól elvonult álmodozó. Ha az ember otthonában kereste fel, úgy érezte: egy egyszerű, igen józan vidéki család körében van. A ház ajtaja fölött ez állt: In Gottes Segen ist alles gelegen. (Istennek áldása mindennek alapja) Megvendégelték az embert, mint a többi falusiak is. Mindig kávét kaptam, de nem csészében, hanem egy majdnem literes »csibrikben«, hozzá egy óriási darab kenyeret. A falubeliek sem tartották álmodozónak. Egész magatartása olyan volt, hogy lepergett róla minden gúny. Egészséges humora volt, és értette a módját, hogy az örömet jelentsen az embereknek. Itt nem mosolyogták meg, mint a bécsi Aleegassén azok, akik valamilyen csodabogarat láttak benne.
Ezt az embert magamhoz közelállónak éreztem akkor is, amikor az élet már elszakított tőle. Misztériumdrámáimban Felix Balde alakjában örökítettem meg.”
(Rudolf Steiner: Életutam. Fordította: dr. Dalmai Zoltán. Budapest: Magyar Antropozófiai Társaság. 1999.  ISBN 9630438011 )
Ez a titokzatos ember, akit név nélkül is fontosnak tartott megemlíteni önéletrajzában, Felix Koguzki, egy Bécs közeli faluban élő növénygyűjtő, autodidakta botanikus.
1882-től Steiner Goethe természettudományos írásainak kiadásával foglalkozik, és filozófiai tanulmányokat folytat. A bécsi Michaelerplatzon lévő Café Griensteidl lesz a törzshelye, ott írja első könyvét, és éjszakákba nyúló beszélgetéseket folytat barátaival, ismerőseivel.
1884-től kénytelen házitanítói állást vállalni a bécsi Specht családnál, ahol négy fiúgyermek oktatását kell ellátnia. Kifejleszt egy egyéni oktatási módszert, amit később is tökéletesít. 1886-ban megjelenik első könyve, a Grundlinien einer Erkenntnistheorise der Goetheschen Weltanschauung (A goetheista világszemlélet ismeretelméletének alapvonalai). 1888-tól a Deutschen Wochenschrift szerkesztője, emellett cikkeket és recenziókat is ír.

#### Magyarországon és Erdélyben
1889-ben kétszer is Magyarországra látogatott; először nyáron, majd ifjúkori barátja, Moritz Zitter meghívására december 25-én Nagyszebenbe érkezett, ahol 29-én előadást is tartott Die Frau im Lichte der Goetheschen Weltanschauung – ein Beitrag zur Frauenfrage (A nő a goetheanista világszemlélet fényében – adalék a nőkérdéshez) címen. Ezt a dátumot túlzás nélkül tekinthetjük a magyar goetheánizmus, tágabb értelemben a magyarországi antropozófia kezdetének is. Önéletrajzának XIII. fejezetében részletesen beszámol ezekről az utazásairól:
„Mielőtt életem első szakasza véget ért, még Budapestre és Erdélybe is ellátogattam. Erdélyből származó barátom, akiről már szó volt, és aki az azóta eltelt években is ritka hűséggel maradt mellettem, megismertetett több, Bécsben élő honfitársával. Így kiterjedt társas életem mellett még erdélyiekkel is összejöttem. Ezek között volt a Breitenstein házaspár, akikkel akkor barátkoztam meg, és akik azóta is a legbensőbb barátaim. Már régóta vezető szerepet játszanak a bécsi Antropozófiai Társaságban. Az erdélyiekhez fűződő emberi kapcsolat aztán egy budapesti utazáshoz vezetett. Magyarország fővárosa Bécstől annyira elütő jellegével mély hatást gyakorolt rám. A Bécsből Budapestre vivő út kellemes természeti világon vezet keresztül, amelyet temperamentumos emberi jelleg és valami mély zeneiség hat át. Ha az ember kinéz a vonat ablakán, az a benyomása, hogy maga a természet is mintegy poétikussá válik, és hogy az emberek nem sokat törődve ezzel az általuk megszokott poétikus világgal, valamilyen mélyen bensőséges zeneiség szerint élik az életüket. És ha Budapestre ér az ember, olyan világot talál, amelyet a más európai népekhez tartozók a legnagyobb együttérzéssel tudnak szemlélni, teljesen megérteni azonban sohasem tudnak. Sötét tónusú alap, és e fölött valamilyen színjátszó fény ragyog. Mindez egy képpé állt össze bennem, amikor Deák Ferenc szobra előtt álltam. Ez a fej, amely az 1867–1918 közötti időszak Magyarországának a megteremtője volt, nyers és büszke akaratot fejezett ki, amely bátran cselekszik, ravaszság nélkül, de elementáris kíméletlenséggel viszi keresztül akaratát. Éreztem, hogy minden magyar számára milyen szubjektíven igaz az olyan sokszor hallott jelszó: »Extra Hungariam non est vita; si est vita non est ita.« (»Magyarországon kívül nincs élet, és ha van élet, nem ilyen.«) Mint gyermek, Magyarország nyugati határán éltem, és itt láttam, hogyan éreztették a németekkel ezt a nyers és büszke akaratot. Most Magyarország közepén azt tapasztaltam, hogy ez az akarat a magyar embert valamilyen elkülönültségbe viszi, amely bizonyos naivitással párosulva a számára mintegy magától adódó csillogásban jelenik meg, de nem az emberek nyitott, hanem inkább a természet rejtett szeme számára.
Fél évvel ezután a látogatás után erdélyi barátaim lehetővé tették, hogy Nagyszebenben is előadást tartsak. Ez Karácsony táján volt. Azokon a messzi síkságokon utaztam át, amelyek közepén Arad fekszik. Lenau vágyakkal terhes versei jelentek meg előttem, amikor ezt a síkságot láttam. Mindenfelé csak messzeség, és a messzeségnek szinte nincs határa. Egy Magyarország és Erdély határán lévő kis fészekben kellett az éjszakát töltenem. A fél éjszakát a vendéglő egyik helyiségében ültem át. Rajtam kívül csak egy asztalnál ültek kártyázó emberek. Az összes magyarországi és erdélyi nemzetiségek mind együtt voltak itt. Olyan szenvedéllyel játszottak, hogy ez minden félórában robbant, és mintegy az asztal fölött lebegő felhővé változott, amelyben démonok harcoltak egymással, az embereket teljesen magukba nyelve. És milyen különbözőképpen voltak szenvedélyesek a különböző nációk!
Karácsony napján érkeztem Nagyszebenbe. Az erdélyi szászok világába kerültem, amely itt élt a románok és magyarok között. Nemes népiség ez, amely hanyatlásában is, amelyet nem akar tudomásul venni, derekasan igyekszik fenntartani magát. Olyan németség, amely mint a saját maga évszázadok előtti emléke, ide keletre dobva hű akar maradni eredetéhez. Ebben a lelki beállítottságban azonban van valamilyen világtól való elidegenedés, és ez életükben mindenütt bizonyos beléjük nevelt vidámságban nyilatkozik meg. Szép napokat éltem át az evangélikus egyház német papjaival, a német iskolák tanáraival és más ottani németekkel. Melegséget éreztem a szívemben, amikor együtt voltam ezekkel az emberekkel, akik népiségükért aggódva és azt ápolva, ezt a mélyen a szívükben élő kultúrát kifejlesztették.
Ez a melegség élt a lelkemben, amikor a régi és újonnan szerzett barátaimmal együtt vastag prémekbe burkolózva, jeges hidegben és csikorgó hóban egy szánutat tettünk a Déli Kárpátok felé. Fekete, erdős sziklafal ez, ha a távolból közeledik felé az ember; vad szakadékos, sokszor borzongató hegyi táj, ha már ott vagyunk. Élményeim központjában az a barátom állt, akihez évek óta tartó barátság fűzött. Mindig új dolgokat eszelt ki, hogy az erdélyi szászságot minél jobban megismerjem. Most is felváltva hol Bécsben, hol Nagyszebenben élt. Akkoriban az erdélyi szászság ápolására hetilapot alapított Nagyszebenben. Ez tisztára idealizmuson alapuló vállalkozás volt, nem volt benne szikrányi gyakorlatiasság sem, de a szászságnak szinte minden képviselője dolgozott a lapban. Néhány hét múlva azután megszűnt.
Az ilyen élményeket, mint ezek az utazások is, a sors hozta elém. Ezek révén tudtam rávenni magam, hogy figyelmemet a külső világ felé fordítsam, ami nem volt könnyű, ugyanakkor viszont a szellemi világban bizonyos magától értetődöttséggel éltem.”
(Rudolf Steiner: Életutam. Fordította: dr. Dalmai Zoltán. Budapest: Magyar Antropozófiai Társaság. 1999.  ISBN 9630438011 )

### Weimari évek
1890-től a Goethe–Schiller-Archívum állandó munkatársa Weimarban. Részt vesz Goethe természettudományos írásainak újabb kiadásában. Ebben az időben találkozott Hermann Grimm-mel, Ernst Haeckellel és Eduard von Hartmann-nal.
1891-ben a filozófia doktorává avatják a rostocki egyetemen. 1892-ben megjelenik disszertációja Wahrheit und Wissenschaft (Igazság és tudomány) címen. Hónapos szobában lakik az öt gyermekét egyedül nevelő özvegy Anna Eunikénél, ahol otthonra lel, és segíti őt a gyermekek oktatásában. Később össze is házasodnak .
1894-ben megjelenik alapműve, a Die Philosophie der Freiheit (A szabadság filozófiája). Erről ő maga így nyilatkozott Walter Johannes Steinnek 1922 novemberében:
Stein kérdése:
– Mi lesz az Ön műveivel a jövőben, ezer év múlva?
Steiner azt válaszolta:

– Ezer év múlva már csak A szabadság filozófiája fog fennmaradni.

### A korai évek Berlinben

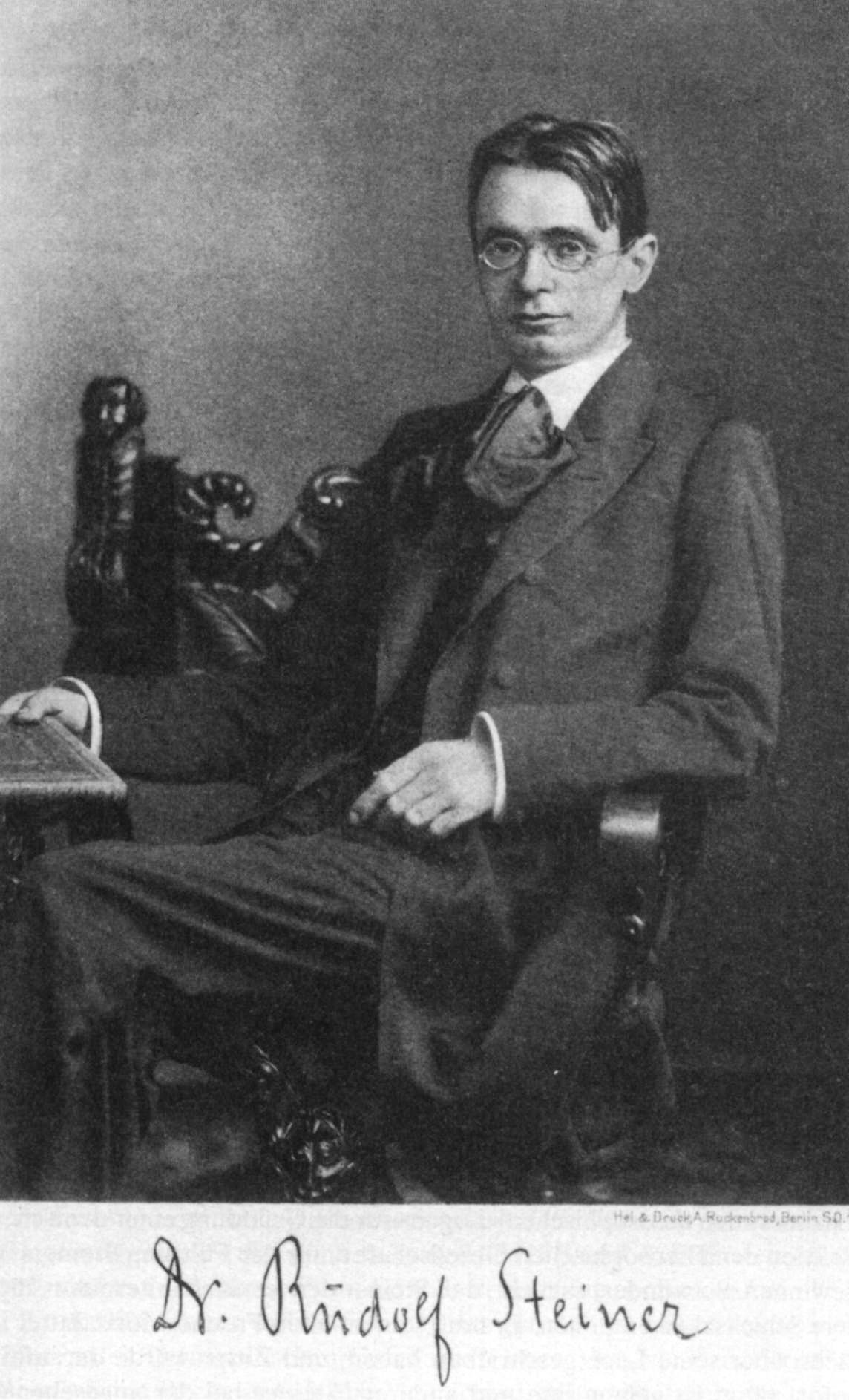
Steiner Berlinben 1900 körül

1897-től a Das Magazin für Litteratur valamint melléklete, a Dramaturgischen Blätter kiadója és szerkesztője Berlinben. Cikkeket ír a kor és a kultúra kérdéseiről. Megkezdte előadói tevékenységét.
1898-ban találkozott John Henry Mackay skót költővel, aki a következő évben házassági tanúja lett, amikor Anna Eunikével kötött házasságot.
1899-ben felkérték a Wilhelm Liebknecht által alapított munkásképző iskola tanítójának, ahol heti öt alkalommal oktatott történelmet, irodalmat és természettudományos tárgyakat. Innen két év múlva – a hallgatók támogatása ellenére – elbocsátották.
Goethe születésének 150. évfordulójára megírta a mester filozofikus meséjének (Mese a Zöld Kígyóról és a Szép Liliomról) szellemtudományos magyarázatát.
Steinert, mint ismert Nietzsche-szakértőt, Nietzsche halála (1900. aug.) után meghívták egy emlékelőadásra, hogy Cay von Brockdorff (1844–1921) gróf berlini, teozófiai könyvtárában tartson 1900. őszén egy előadássorozatot.  Egyik előadásában „Goethe titkos kinyilatkoztatásáról” beszélt. A mintegy húsz hallgató előtt hetente megrendezett előadás 1901. áprilisáig tartott. Huszonhat előadásból állt, és a címe a következő volt: A misztika a modern szellemi élet hajnalán és kapcsolata a modern világnézettel. Steiner a gróf kérésére egy könyvben is összefoglalta az előadássorozat tartalmát, amely 1901 őszén Berlinben jelent meg azonos címmel.

### A 20. század elején

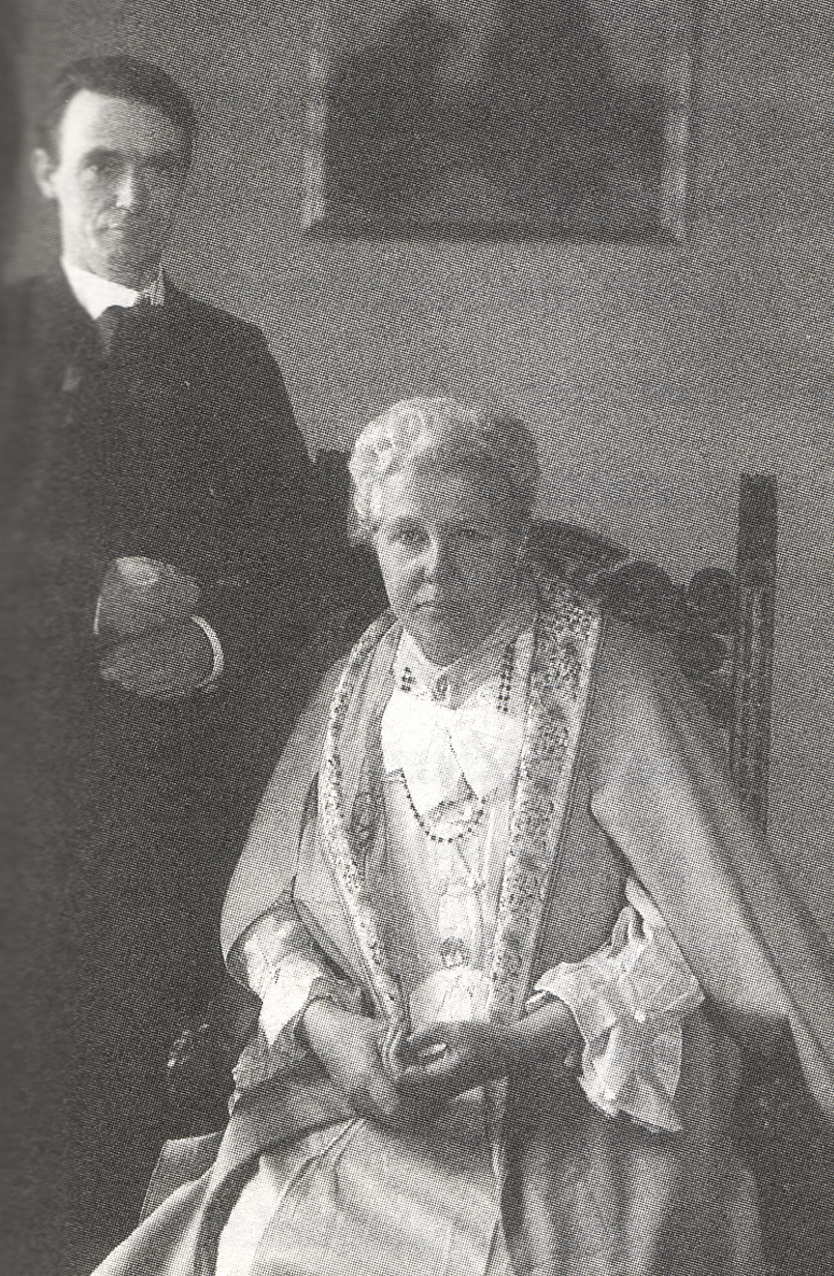
Annie Besanttal, a Teozófiai Társaság elnökével, 1907-ben

1902-ben felajánlották neki a Teozófiai Társulat német szekciójának főtitkári tisztségét, amit azzal a feltétellel vállalt el, hogy kizárólag saját nézeteit fogja képviselni. 
Az előadásai révén bemutatta a teozófia saját formáját, amelyet „szellemtudománynak”, majd 1910-től antropozófiának nevezett. Ideje nagy részét előadóként a német nyelvű városokban és számos más európai metropoliszban töltötte. Kiterjedt előadói tevékenysége révén a Teozófiai Társaság német körének létszáma tíz év alatt százharmincról három-négyezer tagra nőtt.
Ebben az időszakban találkozott Christian Morgensternnel és Édouard Schuréval is.
1902 őszén Berlinben megismerkedett Ita Wegman orvosnővel, későbbi közvetlen kolleginájával. Az ő segítségével alapította meg az antropozófiai gyógyászatot.
1903-ban saját lapot alapított Lucifer (később Lucifer-Gnosis) címmel.
1903-ban a házastársával (Anna Steiner-Eunike) egy berlini bérelt lakásban élt és Steiner tanítványa, a későbbi felesége, Marie von Sivers hozzájuk költözött. Ezt felesége (Anna Steiner-Eunike) rossz néven vette és négy hónap után elhagyta őt, majd 1904 júniusában elváltak. Eunike 1911-ben halt meg.
Adaptálta a Memphis-Misraim Rítust, egy szabadkőműves rendszert, amelynek a tagja, illetve 1906 és 1914 között a nagymestere volt. Ezzel összefüggésben kapcsolatba került Theodor Reuss  (1855–1923) német okkultistával is.
1906 és 1909 között minden évben előadásokat tartott Budapesten is. 1909-ben beszélt először nyilvánosan Krisztus második megtestesüléséről. Ezt a megjövendölt eseményt sokan – tévesen – úgy értelmezik, mintha R.S. azt állította volna, hogy Krisztus másodjára is hasonló formában és hasonló körülmények közepette jelenne majdan meg, miként ott, akkor időszámításunk kezdetén.
1910 és 1913 között Münchenben minden év augusztusában bemutatták egy-egy misztériumdrámáját, saját irányításával; az ötödik bemutatóra az első világháború kitörése miatt már nem kerülhetett sor.

### Szakítása a Teozófiai Társulattal
1907-ben felháborította Annie Besant azon állítása, hogy a mahatmák (természetfeletti erőkkel rendelkező mesterek) megjelentek Blavatsky utódjának, Henry Steel Olcottnak a halálos ágyánál, és őt (Besantot) választották a következő vezetőnek.  Ezután elválasztotta saját ezoterikus (antropozófiai) iskoláját a Teozófiai Társulat mozgalmától.
A legközelebbi válság akkor következett be, amikor a Társulat egyes képviselői – mindenekelőtt Charles W. Leadbeater – 1911-ben a tizenhat éves Dzsiddu Krisnamúrtit az eljövendő maitrejának (világtanítónak) hirdették, és bizonyos körökben „Krisztus reinkarnációjának” tekintették. Steiner elutasította Krishnamurti istenségét és fokozódó kultuszát. A német teozófiai szekció igazgatósága arra kérte a „rend” tagjait, hogy lépjenek ki a Teozófiai Társulatból és táviratban szólították fel Besantot, hogy mondjon le a Társulat nemzetközi elnöki posztjáról. 1913. márciusában ezzel formálisan feloszlatták a Steiner vezette német teozófiai szekciót. A 2500 korábbi tag többsége csatlakozott az 1912. végén, Kölnben alapított Antropozófiai Társasághoz (Anthroposophischen Gesellschaft (AG)), és egy éven belül ez a társaság több mint ezer taggal bővült.

### Dornachi évek (1913–tól)

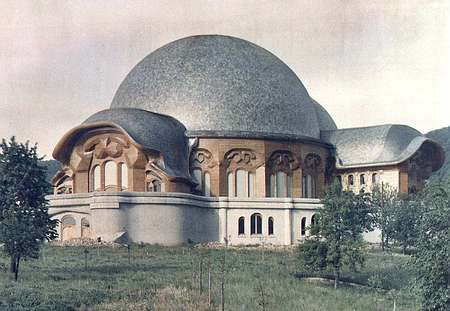
Az első Goetheanum

Miután szakított a Teozófiai Társulattal, megváltoztatta tanításának kereteit is. Az indiai bölcsesség tanításai helyett Steiner mostantól a nyugati ezoterikus tanításokra támaszkodott, mint például a rózsakeresztesség és egy „krisztozófia” (Krisztushoz vezető út), amely újraértelmezi a kereszténységet és központi gondolata a „Golgota misztériuma”. A keleti filozófia befolyása viszont továbbra is felismerhető maradt az antropozófiában, mint például a karma és a reinkarnáció tana vagy Steiner elképzelései a jövőbeli spirituális szuperemberről („Homo divinus”), amelyeket faji elképzelésekkel kombinált.
Az Antropozófiai Társaság központja a svájci, Bázel közeli Dornach városa lett, ahol a Steinernek adományozott telken 1913-ban elkezdték felépíteni a Goethe-ről elnevezett Goetheanum épületét, az ő építészeti terve szerint. 
A félkész épületet 1914. április 1-jén szentelték fel.
A Goetheanum megépítése után az antropozófia intenzív kiterjesztésébe kezdett. Megalapozta az antropozófia elvein nyugvó pedagógiát, gyógypedagógiát, orvostudományt, mezőgazdaságot, teológiát, színművészetet és társadalomelméletet.
A világháború első karácsonyán házasságot kötött addigi munkatársával, Marie von Siversszel.
1917 júliusában a wilsoni békejavaslatok bemutatása után Ludwig Polzer-Hoditz és Walter Johannes Stein közvetítésével két memorandumot küldött Közép-Európa vezető államférfiainak, többek között IV. Károlynak, Richard von Kühlmann német külügyminiszternek, valamint Max von Baden későbbi birodalmi kancellárnak. Ezekben az antropozófia és a francia forradalom eszméiből kiindulva felvázolta a lehetséges szociális reformokat. Ezek a korát meghaladó gondolatai azonban érdemben nem befolyásolták a béketárgyalások menetét.
1918-ban meghalt édesanyja. Ő tovább folytatta küzdelmét, és a széles nyilvánossághoz fordult. 1919-ben megírta Aufruf an das deutsche Volk und an die Kulturwelt (Felhívás a német néphez és a művelt világhoz) című röpiratát, amelyben a hármas tagozódású társadalom mint a tartós európai béke megteremtésére alkalmas egyetlen társadalmi rend mellett érvel. Ezt 93 német közéleti személyiség írta alá, többek között Hermann Hesse író és Arthur Polzer-Hoditz, IV. Károly kabinetfőnöke. Stuttgartban többezres hallgatósághoz jutottak el gondolatai, de végül ez az erőfeszítése is kudarcba fulladt. Később megjelentette Die Kernpunkte der sozialen Frage (A szociális élet alapkérdései) című könyvét, amely egy éven belül 80 ezer példányban kelt el. Ugyanebben az évben Stuttgartban megnyílt az első Waldorf-iskola, olyan szakemberek közreműködésével, mint Caroline von Heydebrand, dr. Eugen Kolisko és W. J. Stein.

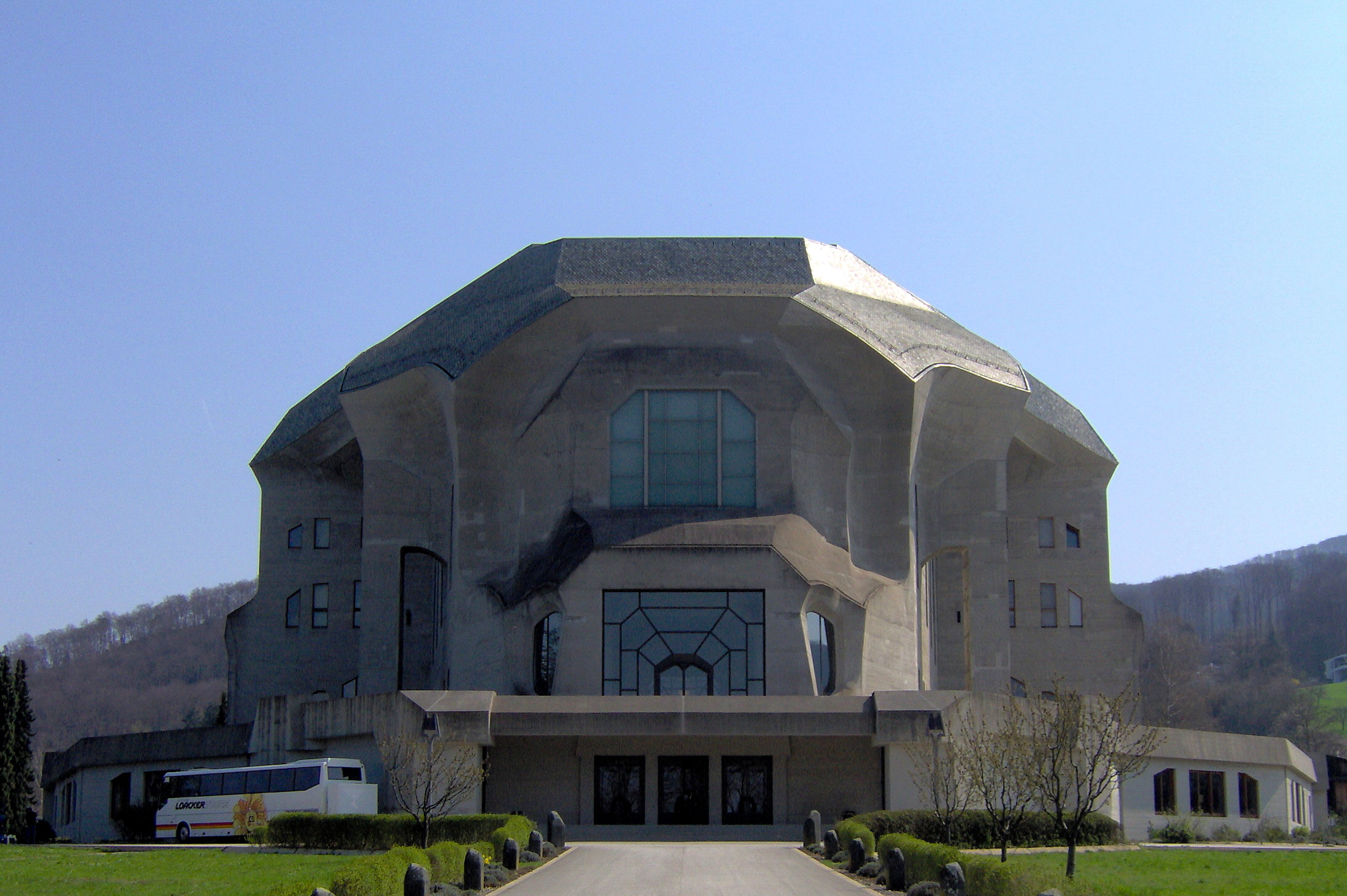
A második Goetheanum

1921-ben Steiner megalapította a Das Goetheanum című folyóiratot, melyben rendszeresen publikált is. 1922 júniusában W. J. Stein szervezésében Bécsben megtartották a második antropozófiai világkongresszust Westliche und östliche Weltgegensätzlichkeit (Kelet-Nyugat Kongresszus) címmel, amelyen több ezren vettek részt.
1922. december 31-én Steiner esti előadása után felgyújtották a Goetheanumot. A faépületből semmi sem maradt, a munkát a közeli asztalosműhelyben folytatták, amit sikerült megmenteni a tomboló tűzvésztől. Steiner elkészítette egy második, betonból építendő Goetheanum terveit. Az új épület építése 1925-ben kezdődött el, hivatalos megnyitójára pedig a halála után, 1928-ban került sor.
1923-ban a Dornach melletti Arlesheimben Ita Wegman vezetésével megkezdte munkáját az első antropozófiai elvek szerint működő klinika. 1923 karácsonya és az Újév között zajlott le a híres „karácsonyi ülés”, mely Steiner számos követője számára szinte vallásos jelentőséggel bír. Az akkor szimbolikusan újjáalakított társaságban elnöki pozíciót vállalt, és ettől fogva az asztalosműhelyben, a társaság tulajdonát képező épületben élt.
1924-ben egy előadásában Steiner elmagyarázta hallgatóinak, hogy a mezőgazdaság összefügg a kozmosz egészével. A biodinamikus mezőgazdaság a szántóföldi gazdálkodást, az állattenyésztést, a vetőmagtermesztést és a tájgazdálkodást felölelő gazdasági rendszer, amely Steiner elképzeléseire épül. 
Az a biodinamikus elv, hogy a farmergazdaság egy meglehetősen zárt organizmus, minden organikus gazdálkodás alaptétele lett. Az antropozófiájának agrárnézeteit és spirituális-ezoterikus világképét szem előtt tartó gazdálkodók az 1920-as években alapították Németországban a Demeter nevű társaságot.
Kidolgozta a saját koncepcióit a társadalmi élet területeire. A csillagászat antropológiai nézete az asztrozófia kifejezést használja. Steiner 1924-ben Dornachban több előadást tartott az asztrozófia jellemzőiről.

### Halála

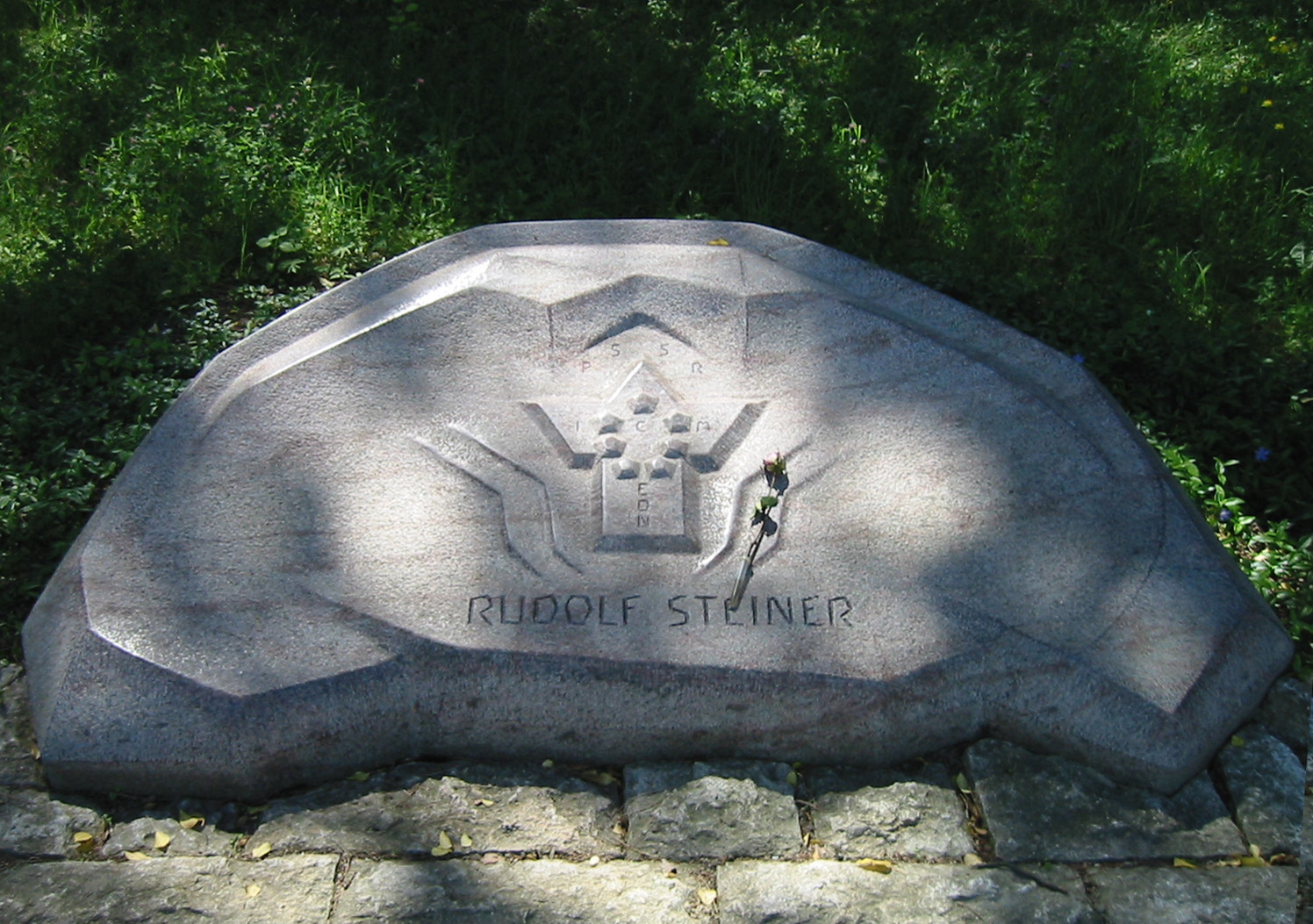
Rudolf Steiner síremléke Dornachban

1924. szeptember végén feladta előadói munkáját és haláláig hat hónapig ágyhoz volt kötve, amely idő alatt csak korlátozottan tudott dolgozni. Betegsége idején az 1923-ban megkezdett önéletrajzát (Mein Lebensgang – Életutam) folytatta, de ezt a művét végül nem sikerült befejeznie. 1925. március 30-án hunyt el, 64 éves korában. A betegségének és halálának pontos okáról nincs megbízható információ.

## Művei
A 20. században, a haláláig eltelt időszakban több mint hatezer előadást tartott, főként az Antropozófiai Társaság egyre szaporodó helyi csoportjaiban, Németországban, de más európai országokban is. Hamarosan gyorsírókat bíztak meg az előadások tartalmának rögzítésével. Ennek eredményeként körülbelül 3700 gyorsírási jegyzet született, amelyek egy része még Steiner életében, de többnyire csak halála után jelentek meg, könyv formájában, és ma már az interneten is elérhetők. Ezek alkotják Steiner ma megjelent munkáinak többségét, és néhány kivételtől eltekintve nem ő maga adta ki őket.

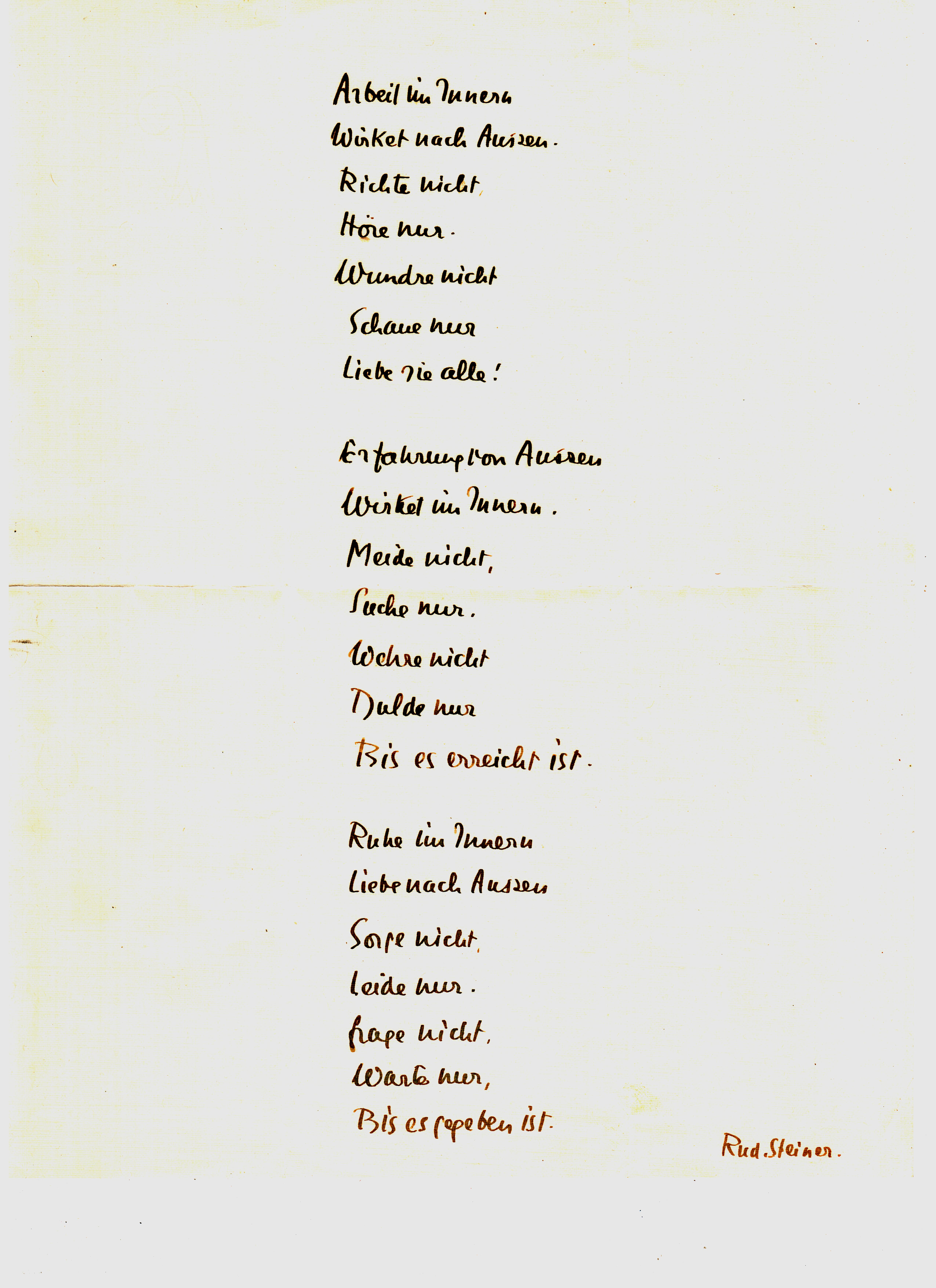
Steiner – Bis es gegeben ist

„Az utolsó előadásokon voltak pillanatok, amikor Rudolf Steiner csak szeretetet és szellemet árasztott; annyira, hogy nehezünkre esett arra figyelni, amit mond.”

– F. W. Zeylmans van Emmichoven

### Magyarul megjelent művei
- A világ, a föld és az ember lénye, fejlődése és tükrözése az egyiptomi mítosz és a jelenlegi kultúra összefüggésében Rudolf Steiner 11 előadása, Stuttgart, 1908. augusztus 4–11.;  Szilágyi Jenőné; fordítói, Budapest, 1908
- A szellemvilág küszöbén; fordította: Telekes Béla; Kultúra, Budapest, 1922 (Az okkultizmus könyvei)
- A világ és az ember szellemi megismerésének alapelemei; Genius, Budapest, 1939
- Sors, kegyelem, szabadság a világ, a föld és az ember életében; Genius, Budapest, 1941 k.
- A magasabb világok megismerésének útja; Génius, Budapest, 1941
- Az emberi fejlődés útjai 1906–1921. között tartott előadások; Genius, Budapest, 1942
- Steiner Rudolf előadásai János evangéliumáról. Hamburg 1908. május 18=31.; Genius, Budapest, 1943
- Megismerés a halál – Két előadás; Génius, Budapest, 1945
- A szabadság filozófiája – Egy modern világszemlélet alapelemei Természettudományos módszer szerint végrehajtott lelki megfigyelési eredmények;  Dalmai Zoltán; Édesvíz, Budapest, 1990 (Géniusz könyvek)
- A karma megnyilvánulásai; fordította, utószót írta: Hendi Ilma; Idahegyi Kiadó, Budapest, 1991, 1996, 1999
- Léleknaptár;  Hendi Ilma; Idahegyi Kiadó, Budapest, 1995
- Meditációs könyv;  Hendi Ilma; Idahegyi Kiadó, Budapest, 1996
- Okkult Pecsétek-Mágikus Szimbólumok; fordította: Ladányi Lóránd; Hermit Kiadó, 2003
- A beavatás kapuja (misztériumdráma);  Hendi Ilma; Idahegyi Kiadó, Budapest, 2005
- A beavatásról;  Ladányi Lóránd; Hermit, Miskolc, 2005
- Jézustól Krisztusig. 11 előadás. Karlsruhe, 1911. október 4-14.;  Dalmay Zoltán, Kellner Ágnes; Genius, Budapest, 2005
- Nevelésművészet az ember lényének megismeréséből : hét előadás és a kérdések megválaszolása 1924. augusztus 12-20., Torquay;  Tarnai Balázs; Genius–Magyar Waldorf Szövetség, Budapest, 2007 (Waldorf sorozat)
- Sors és szeretet – Három előadás – A szeretet metamorfózisa a boldogságban;  Gál-Porkoláb Anita; Hermit, Miskolc, 2007
- Mantrák. A hetesség misztériuma;  Kabai Gyöngyi; Hermit, Miskolc, 2008
- A szellemtudomány és a gyógyítás művészete  Az egészség titka;  Szabó Ágota; Hermit, Onga, 2008
- Ahrimán nyugati inkarnációja – Előadások 1919-ből, valamint az 1921. május 13-i előadás a Hold visszatéréséről; a szöveget gondozta: Frisch Mihály, Gergár Mária, Oravecz Péter; Ita Wegman Alapítvány, Budapest, 2020
- Járványok – spirituális perspektívák; összeállította: Taja Gut,  Strassenreiter József / A Magyar Antropozófiai Társaság hírlevelének különszámai a Társaság tagjainak 2020. március 15. és április 26. között; Genius, Budapest, 2020
- Szellemtudományos impulzus a fizika fejlődéséhez – Első természettudományos kurzus. Fény, szín, hang, tömeg, elektromosság, mágnesesség – Tíz előadás, amelyeket Rudolf Steiner 1919. december 23 és 1920. január 3. között tartott Stuttgartban; Genius, Budapest, 2020
- Misztériumi igazságok és karácsonyi impulzusok – Régi misztériumok és azok jelentősége – A sötétség szellemeinek bukása IV. Tizenhat előadás, amelyeket Rudolf Steiner 1917. december 23 és 1918. január 17. között tartott Bázelben és Dornachban;  Drahos Sándor; Genius, Budapest, 2020
- Gazdaság és szociális hármas tagozódás a Waldorf-iskola tantervében – Paradoxien írássorozatok;  Strassenreiter József; Európai Közép Alapítvány, Budapest, 2021 (Európai Közép könyvek)
- Az ember mint testi-lelki lény a világhoz való viszonyában – Emberré válás, világlélek és világszellem I. Tizenhárom előadás, amelyeket Rudolf Steiner 1921. június 16. és július 17. között tartott Stuttgartban, Bernben és Dornachban;  Drahos Sándor; Genius, Budapest, 2021
- Szellemtudományos szempontok a gyógyításhoz orvosok és orvostanhallgatók számára. Második előadássorozat. Kilenc, Dornachban tartott előadás 1921. április 11. és 18. között;  Göröntsér Márton, átdolg. Cseri Krisztina; Regulus Art, Budapest, 2021
- Mi a pénz? Paradoxien írássorozatok; bevezető: Sylvain Coiplet,  Nagy Tibor; Európai Közép Alapítvány, Budapest, 2022 (Európai Közép könyvek)
- Az ima lényege; Hermit, Onga, Budapest, 2022

## Ajánlott olvasmányok
- Rudolf Steiner: Memorandum Archiválva 2007. szeptember 28-i dátummal a Wayback Machine-ben
- Rudolf Steiner: Magyarázat a Memorandumhoz Archiválva 2007. szeptember 28-i dátummal a Wayback Machine-ben
- Vekerdy Tamás ebben a könyvben emlékezik meg a Török Sándor köré csoportosuló szellemi körről és Rudolf Steiner magyarországi hatásáról: Vekerdy. Beszélgetőtárs Jámbor Judit (Scolar Kiadó, 2003, ISBN 963-9193-64-X)